# Botsmarks kyrka
Botsmarks kyrka är en kyrkobyggnad i Botsmark. Den tillhör Sävar-Holmöns församling i Luleå stift. Kyrkan är placerad vid Länsväg 364, väster om Sävarån och den är uppförd 1940. En äldre kyrkogård ligger på Sävaråns östra sida och 1958 invigdes en ny kyrkogård invid kyrkan.

## Kyrkobyggnaden
Kyrkan har ett rektangulärt plan med ett smalare, utskjutande korparti och är byggd i trä med rundbågade fönster och sadeltak med tegel. Fasaden består av stående träpanel, målad i en vit nyans.
Kyrkorummets väggar är klädda med masonit och målade i grågrön färg. Taket i kyrkorummet är klätt med blågrön träpanel och över kor och mittparti är taket plant, men över sidopartierna är taket sluttande. Kyrkan har trägolv och en fast bänkinredning. Arkitekt för kyrkan var Kjell Wretling, och hans bror David Wretling förfärdigade år 1945 altaruppsatsen och dopfunten. 

## Orgel
- 1947 byggde E. A. Setterquist & Son Eftr., Örebro, en orgel med 12 stämmor fördelade på två manualer och pedal.
- Orgeln med 18 stämmor installerades 1978 och den byggdes av Grönlunds Orgelbyggeri.